# Tenis ziemny na Letnich Igrzyskach Olimpijskich 1900
Wyniki zawodów tenisowych podczas Igrzysk Olimpijskich w Paryżu. Była to jedyna obok golfa konkurencja, w której rozegrano osobne finały dla mężczyzn i kobiet.

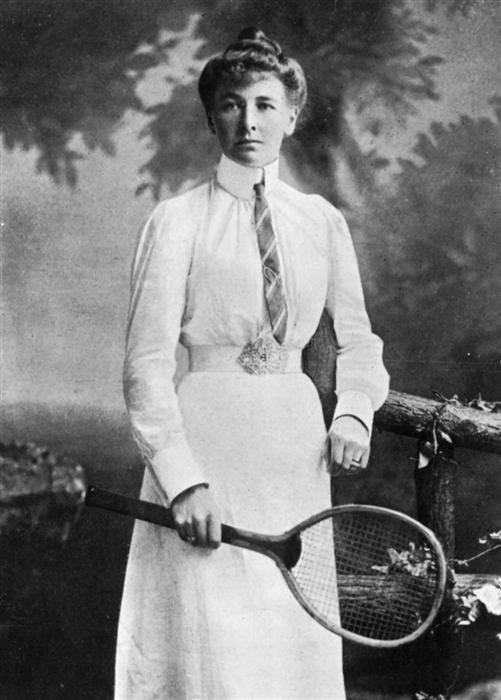
Pierwsza kobieca mistrzyni olimpijska – Charlotte Cooper

## Medaliści
| Konkurencja                         | Złoty                             | Srebrny                                 | Brązowy                                                                      |
| Gra pojedyncza mężczyzn (szczegóły) | Lawrence Doherty                  | Harold Mahony                           | Reginald Doherty Arthur Norris                                               |
| Gra pojedyncza kobiet (szczegóły)   | Charlotte Cooper                  | Hélène Prévost                          | Marion Jones Farquhar Hedwiga Rosenbaumová                                   |
| Gra podwójna mężczyzn (szczegóły)   | Lawrence Doherty Reginald Doherty | Max Décugis Basil Spalding de Garmendia | Harold Mahony Arthur Norris André Prévost Georges de la Chapelle             |
| Gra mieszana (szczegóły)            | Charlotte Cooper Reginald Doherty | Hélène Prévost Harold Mahony            | Marion Jones Farquhar Lawrence Doherty Hedwiga Rosenbaumová Archibald Warden |

## Tabela medalowa
| lp. | Państwo           | Złoty | Srebrny | Brązowy | Suma |
| 1   | Wielka Brytania   | 4     | 1       | 3       | 8    |
| 2   | Drużyna mieszana  | 0     | 2       | 2       | 4    |
| 3   | Francja           | 0     | 1       | 1       | 2    |
| 4   | Stany Zjednoczone | 0     | 0       | 1       | 1    |
| 4   | Bohemia           | 0     | 0       | 1       | 1    |